# Sonnet 144
 (mars 2023).
Si vous disposez d'ouvrages ou d'articles de référence ou si vous connaissez des sites web de qualité traitant du thème abordé ici, merci de compléter l'article en donnant les références utiles à sa vérifiabilité et en les liant à la section « Notes et références ».
Two loves I have, of comfort and despair,

Which like two spirits do suggest me still:

The better angel is a man right fair;

The worser spirit a woman coloured ill.

To win me soon to hell my female evil

Tempteth my better angel from my side,

And would corrupt my saint to be a devil,

Wooing his purity with her foul pride.

And whether that my angel be turned fiend

Suspect I may, yet not directly tell,

But being both from me, both to each friend,

I guess one angel in another's hell.

   Yet this shall I ne'er know, but live in doubt,

   Till my bad angel fire my good one out.
— William Shakespeare
Traduction de François-Victor Hugo
Précédent Suivant
Le Sonnet 144 est l'un des 154 sonnets écrits par le dramaturge et poète William Shakespeare. Il réunit et contraste les deux objets de l'amour du poète : le jeune garçon connu sous le surnom de Fair Youth auquel s'adressent les premiers sonnets, et la Dark Lady à qui sont dédiés les derniers sonnets du recueil.
Ce sonnet a paru pour la première fois en 1599 dans le recueil Le Pèlerin passionné, avant d'être repris dans le recueil des sonnets paru en 1609. Le Sonnet 138 est dans le même cas.